# Centro Financiero Confinanzas

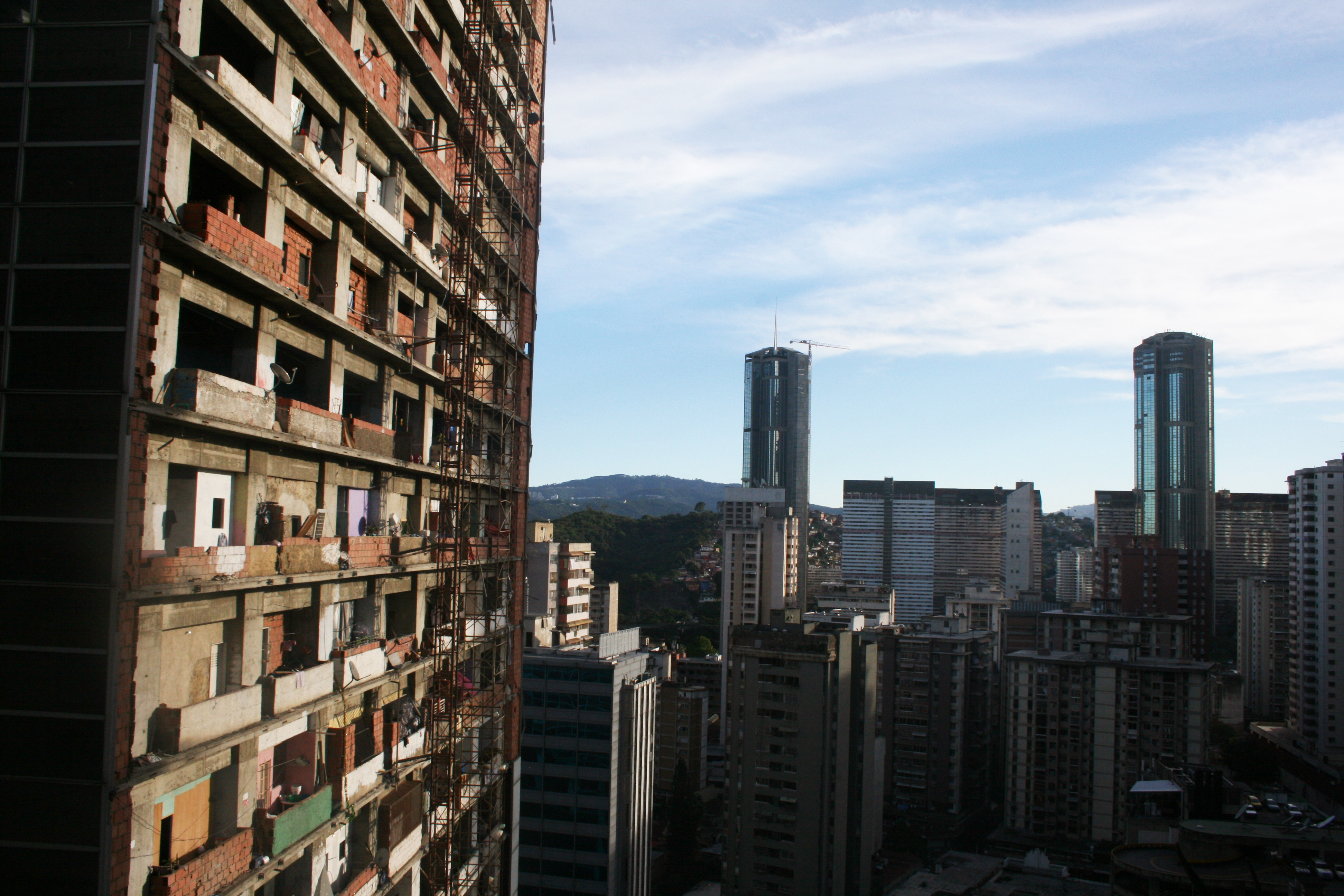

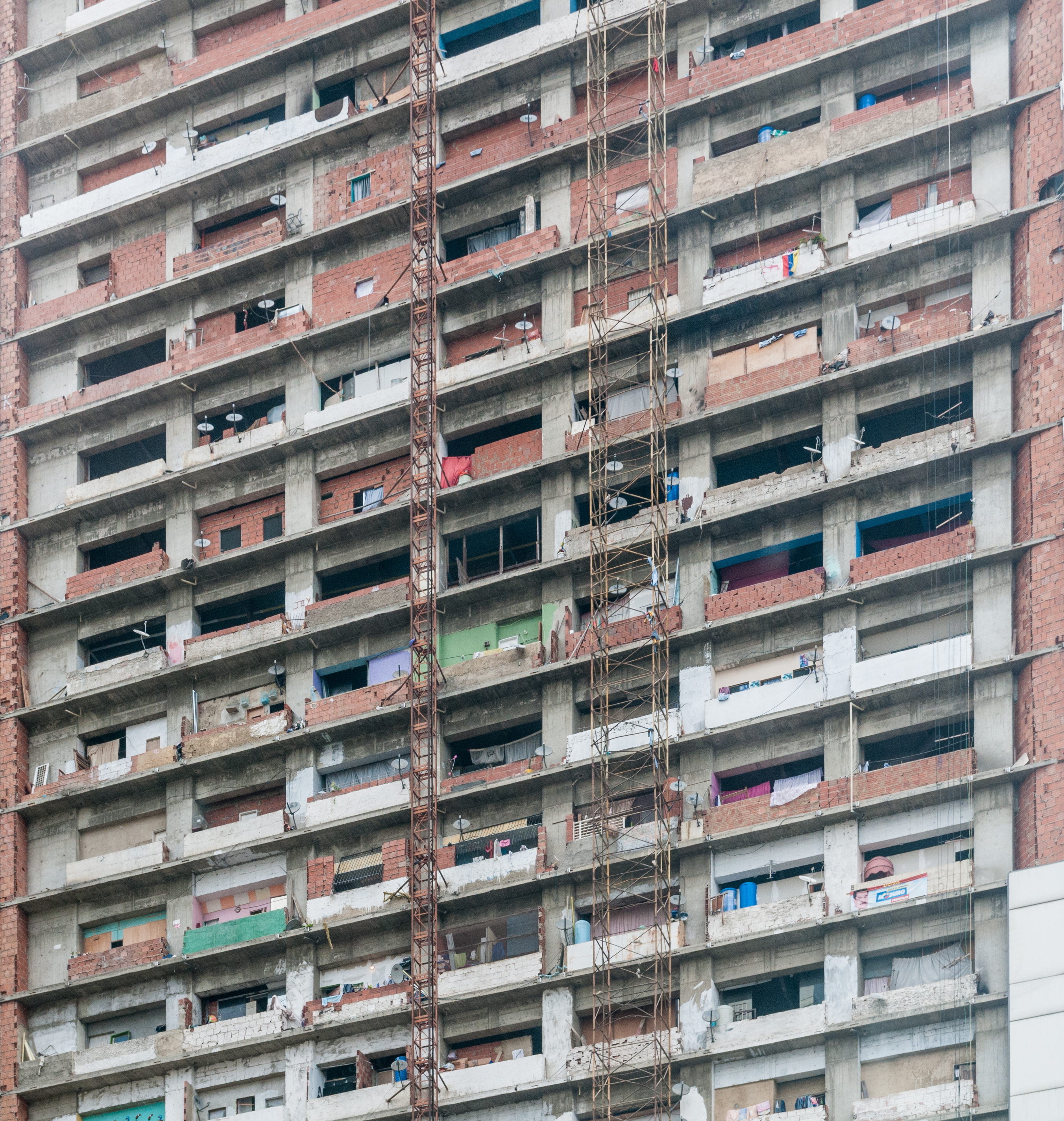

Das Centro Financiero Confinanzas, auch Torre de David (deutsch Turm des David) genannt, ist das dritthöchste Gebäude Venezuelas und befindet sich in der Hauptstadt Caracas.

## Geschichte
Das Hochhaus entstand ab 1990 im Auftrag des Investors David Brillembourg und sollte ursprünglich als Sitz einer Großbank, Bürokomplex und Hotel dienen. Der bislang nur im Rohbau fertiggestellte Wolkenkratzer besitzt 45 Stockwerke und ist 192 Meter hoch. Bedingt durch die Finanzkrise und den Tod David Brillembourgs 1993 wurden die Arbeiten 1994 eingestellt. Nach ihm erhielt das Haus auch seinen Namen „Torre de David“.
Nach dem Tod des Investors übernahm der venezolanische Staat das Gebäude. Im Oktober 2007 besetzten einige Bewohner aus den Armenvierteln der Stadt die Investruine. Nach und nach bevölkerten immer mehr Menschen die leer stehenden Etagen und bauten diese mit provisorischen Mitteln in Eigeninitiative zu Wohnungen und als Handwerkswerkstätten aus. Schätzungen von 2012 gingen von ca. 2000 bis 2500 illegalen Bewohnern des Hauses aus, darunter auch Angehörige der Mittelschicht, die damit den hohen Mieten in Caracas entgehen wollten. Außerdem gab es einige kleine Läden und Cafés.
International bekannt wurde das Gebäude durch eine Studie des venezolanischen Architektenbüros Urban Think Tank von Hubert Klumpner, Alfredo Brillembourg und Justin McGuirk. Sie begleiteten das Projekt über einen längeren Zeitraum und präsentierten es als Wohnmodell der Zukunft in den Metropolen der Schwellen- und Entwicklungsländer. Dabei werden aufgegebene Orte kreativ besetzt und in Eigeninitiative und Selbstverwaltung einer neuen Nutzung zugeführt (Squatting). 2012 wurden sie für dieses Projekt mit dem „Goldenen Löwen“ der internationalen Architekturschau Biennale di Venezia für den besten Beitrag in der Hauptausstellung ausgezeichnet.
Der venezolanische Fotograf Alejandro Cegarra hat das Leben im Torre de David und auch die spätere Umsiedlung der Bewohner ausführlich dokumentiert.

## Räumung und Überlegungen zur weiteren Nutzung
Wegen der katastrophalen hygienischen Bedingungen und mehreren Unfällen, bei denen Kinder in die ungesicherten Treppenschächte gestürzt waren, entschieden sich die Behörden, das Gebäude zu räumen. Im Juli 2014 wurden die ersten 160 der insgesamt 1156 Familien in Wohnanlagen südlich der Stadt umgesiedelt.
Danach war angedacht, dass die Nationalgarde, die Feuerwehr und der Zivilschutz das Gebäude nutzen sollten.

## Beschädigung durch ein Erdbeben
Am 22. August 2018 wurde das leerstehende Hochhaus durch ein Erdbeben beschädigt. Dabei neigten sich Teile der obersten fünf Geschosse um 25 Grad nach unten.

## Trivia
Der Torre de David und dessen Bewohner waren das Thema des Dokumentarfilms Ruina von Markus Lenz. Auch in einer Episode des Dokumentarfilms I Want To See The Manager wird die Hausbesetzung thematisiert.
Darüber hinaus war das Hochhaus Schauplatz einer Episode der US-Fernsehserie Homeland. In der Folge wurde der ehemalige Soldat Nicholas Brody von einer Gang im Haus festgehalten und unter Drogen gesetzt. Bei den Dreharbeiten war der Torre de David jedoch nur von außen zu sehen, während die Innenaufnahmen aus Sicherheitsgründen in Puerto Rico entstanden.